# Michelle Pfeiffer

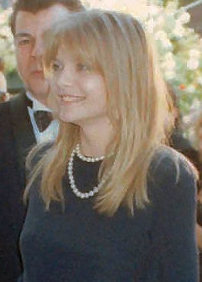
Michelle Pfeiffer în 1990

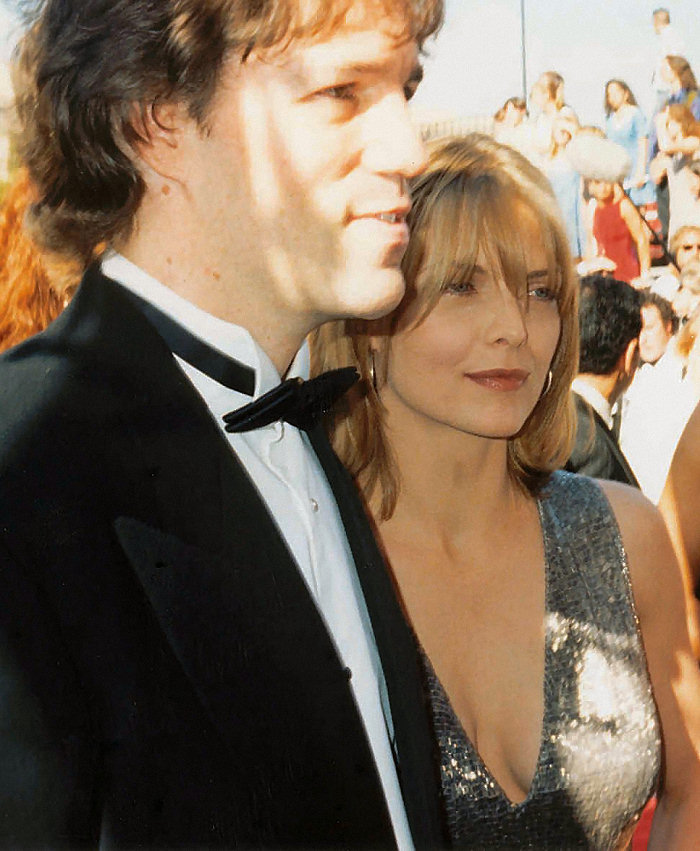
Michelle Pfeiffer în 1994

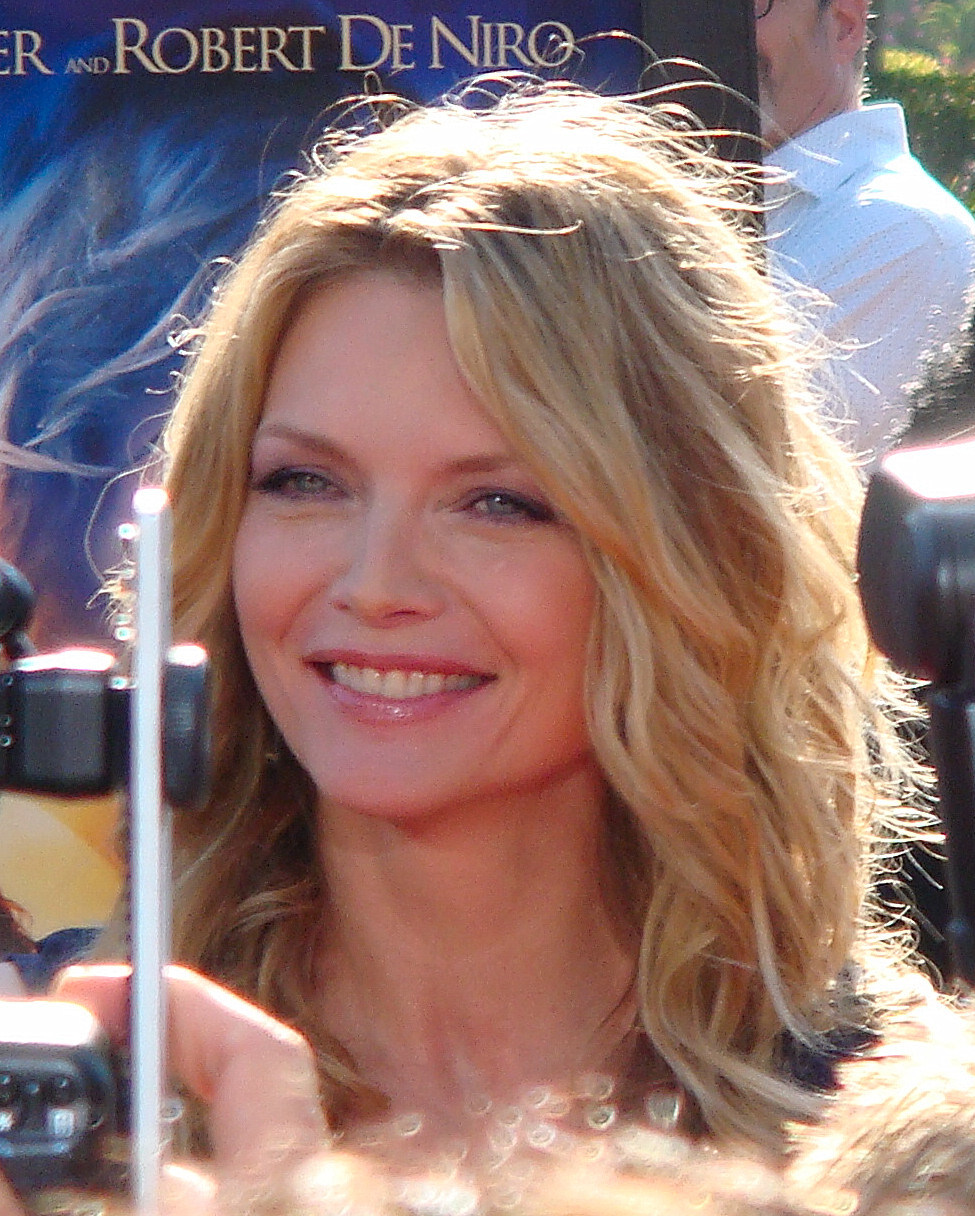
Michelle Pfeiffer în 2007

Michelle Marie Pfeiffer (AFI: /mɪˈʃɛl ˈfаɪfɜr/; n. 29 aprilie 1958, Santa Ana, California, SUA) este o actriță câștigătoare a premiilor Globul de Aur și BAFTA, nominalizată la premiile Oscar. În cei 25 de ani de carieră, a jucat în filme precum „Scarface”, „The Fabulous Baker Boys”, „Batman Returns”, „One Fine Day”, „Dangerous Minds”, „Eu sunt Sam”, „What Lies Beneath”, „Hairspray”, „Stardust” și „Grease 2”.

## Filmografie

### Film
| An   | Titlu                                               | Rol                                 | Regizor                                  | Note |
| ---- | --------------------------------------------------- | ----------------------------------- | ---------------------------------------- | --- |
| 1980 | The Hollywood Knights                               | Suzie Q                             | Floyd Mutrux                             | |
| 1980 | Falling in Love Again                               | Sue Wellington                      | Steven Paul                              | |
| 1981 | Charlie Chan and the Curse of the Dragon Queen      | Cordelia Farenington                | Clive Donner                             | |
| 1982 | Grease 2                                            | Stephanie Zinone                    | Patricia Birch                           | nominalizată — Young Artist Award for Best Young Motion Picture Actress |
| 1983 | Scarface                                            | Elvira Hancock                      | Brian De Palma                           | |
| 1985 | Into the Night                                      | Diana                               | John Landis                              | |
| 1985 | Ladyhawke                                           | Isabeau d'Anjou                     | Richard Donner                           | nominalizată — Saturn Award for Best Actress |
| 1986 | Sweet Liberty                                       | Faith Healy                         | Alan Alda                                | |
| 1987 | The Witches of Eastwick (Vrăjitoarele din Eastwick) | Sukie Ridgemont                     | George Miller                            | |
| 1987 | Amazon Women on the Moon                            | Brenda Landers                      | John Landis                              | Segment: "Hospital" |
| 1988 | Married to the Mob                                  | Angela de Marco                     | Jonathan Demme                           | nominalizată — Golden Globe Award for Best Actress - Motion Picture Musical or Comedy |
| 1988 | Tequila Sunrise                                     | Jo Ann Vallenari                    | Robert Towne                             | |
| 1988 | Dangerous Liaisons                                  | Madame Marie de Tourvel             | Stephen Frears                           | BAFTA Award for Best Actress in a Supporting Role nominalizată — Academy Award for Best Supporting Actress nominalizată — Chicago Film Critics Association Award for Best Supporting Actress nominalizată — National Society of Film Critics Award for Best Supporting Actress |
| 1989 | The Fabulous Baker Boys                             | Susie Diamond                       | Steve Kloves                             | Golden Globe Award for Best Actress - Motion Picture Drama Chicago Film Critics Association Award for Best Actress Los Angeles Film Critics Association Award for Best Actress National Board of Review Award for Best Actress National Society of Film Critics Award for Best Actress New York Film Critics Circle Award for Best Actress nominalizată — Academy Award for Best Actress nominalizată — BAFTA Award for Best Actress in a Leading Role nominalizată — American Comedy Award for Funniest Actress in a Motion Picture (Leading Role) |
| 1990 | The Russia House                                    | Katya Orlova                        | Fred Schepisi                            | nominalizată — Golden Globe Award for Best Actress - Motion Picture Drama |
| 1991 | Frankie and Johnny                                  | Frankie                             | Garry Marshall                           | nominalizată — Golden Globe Award for Best Actress - Motion Picture Musical or Comedy |
| 1992 | Batman Returns                                      | Selina Kyle / Catwoman              | Tim Burton                               | nominalizată — MTV Movie Award for Most Desirable Female nominalizată — MTV Movie Award for Best Kiss (with Michael Keaton) |
| 1992 | Love Field                                          | Lurene Hallett                      | Jonathan Kaplan                          | Silver Bear for Best Actress nominalizată — Academy Award for Best Actress nominalizată — Golden Globe Award for Best Actress - Motion Picture Drama nominalizată — New York Film Critics Circle Award for Best Actress |
| 1993 | The Age of Innocence                                | Countess Ellen Olenska              | Martin Scorsese                          | Elvira Notari Prize nominalizată — Golden Globe Award for Best Actress - Motion Picture Drama nominalizată — Dallas-Fort Worth Film Critics Association Award for Best Actress nominalizată — David di Donatello for Best Foreign Actress (Migliore Attrice Straniera) |
| 1994 | Wolf                                                | Laura Alden                         | Mike Nichols                             | nominalizată — Saturn Award for Best Actress |
| 1995 | Dangerous Minds                                     | LouAnne Johnson                     | John N. Smith                            | Blockbuster Entertainment Award for Favorite Actress – Drama nominalizată — MTV Movie Award for Best Female Performance nominalizată — MTV Movie Award for Most Desirable Female |
| 1996 | Up Close & Personal                                 | Sally "Tally" Atwater               | Jon Avnet                                | |
| 1996 | To Gillian on Her 37th Birthday                     | Gillian Lewis                       | Michael Pressman                         | |
| 1996 | One Fine Day                                        | Melanie Parker                      | Michael Hoffman                          | Blockbuster Entertainment Award for Favorite Actress – Comedy/Romance nominalizată — Kids' Choice Award for Favorite Movie Actress Executive producer |
| 1997 | A Thousand Acres                                    | Rose Cook Lewis                     | Jocelyn Moorhouse                        | Verona Love Screens Film Festival Award for Best Actress (with Jessica Lange and Jennifer Jason Leigh) Producer (uncredited) |
| 1998 | The Prince of Egypt                                 | Tzipporah                           | Brenda Chapman Steve Hickner Simon Wells | Voice |
| 1999 | The Deep End of the Ocean                           | Beth Cappadora                      | Ulu Grosbard                             | |
| 1999 | A Midsummer Night's Dream                           | Titania                             | Michael Hoffman                          | |
| 1999 | The Story of Us                                     | Katie Jordan                        | Rob Reiner                               | |
| 2000 | What Lies Beneath                                   | Claire Spencer                      | Robert Zemeckis                          | Blockbuster Entertainment Award for Favorite Actress – Suspense nominalizată — Saturn Award for Best Actress |
| 2001 | I Am Sam                                            | Rita Harrison Williams              | Jessie Nelson                            | |
| 2002 | White Oleander                                      | Ingrid Magnussen                    | Peter Kosminsky                          | Kansas City Film Critics Circle Award for Best Supporting Actress San Diego Film Critics Society Award for Best Supporting Actress nominalizată — Screen Actors Guild Award for Outstanding Performance by a Female Actor in a Supporting Role nominalizată — Washington D.C. Area Film Critics Association Award for Best Supporting Actress |
| 2003 | Sinbad: Legend of the Seven Seas                    | Eris                                | Tim Johnson Patrick Gilmore              | Voice |
| 2007 | I Could Never Be Your Woman                         | Rosie Hanson                        | Amy Heckerling                           | |
| 2007 | Hairspray                                           | Velma Von Tussle                    | Adam Shankman                            | Broadcast Film Critics Association Award for Best Cast Hollywood Film Festival Award for Ensemble of the Year Palm Springs International Film Festival Award for Ensemble Cast nominalizată — Screen Actors Guild Award for Outstanding Performance by a Cast in a Motion Picture |
| 2007 | Stardust                                            | Lamia                               | Matthew Vaughn                           | nominalizată — Saturn Award for Best Supporting Actress |
| 2009 | Personal Effects                                    | Linda                               | David Hollander                          | |
| 2009 | Chéri                                               | Lea de Lonval                       | Stephen Frears                           | |
| 2011 | New Year's Eve                                      | Ingrid Withers                      | Garry Marshall                           | |
| 2012 | Dark Shadows                                        | Elizabeth Collins Stoddard          | Tim Burton                               | |
| 2012 | People Like Us                                      | Lillian Harper                      | Alex Kurtzman                            | |
| 2013 | The Family                                          | Maggie Blake                        | Luc Besson                               | |
| 2017 | Where Is Kyra?                                      | Kyra                                | Andrew Dosunmu                           | |
| 2017 | Mother!                                             | Woman                               | Darren Aronofsky                         | |
| 2017 | Murder on the Orient Express                        | Mrs. Caroline Hubbard / Linda Arden | Kenneth Branagh                          | |
| 2018 | Ant-Man and the Wasp                                | Janet Van Dyne                      | Peyton Reed                              | Post-production |

### Televiziune
| An   | Titlu                      | Rol                        | Note |
| ---- | -------------------------- | -------------------------- | --- |
| 1978 | Fantasy Island             | Athena                     | Episode: "The Island of Lost Women/The Flight of Great Yellow Bird" |
| 1979 | Delta House                | The Bombshell              | 8 episoade |
| 1979 | The Solitary Man           | Tricia                     | Television film |
| 1979 | CHiPs                      | Jobina                     | Episode: "The Watch Commander" |
| 1980 | B.A.D. Cats                | Samantha "Sunshine" Jensen | 10 episoade |
| 1980 | Enos                       | Joy                        | 2 episoade |
| 1981 | Fantasy Island             | Deborah Dare               | Episode: "Elizabeth's Baby/The Artist and the Lady" |
| 1981 | Callie & Son               | Sue Lynn Bordeaux          | Television film Credited as "Michele Pfeiffer" |
| 1981 | Splendor in the Grass      | Ginny Stamper              | Television film |
| 1981 | The Children Nobody Wanted | Jennifer Williams          | Television film |
| 1985 | One Too Many               | Annie                      | Television special |
| 1987 | Great Performances         | Natica Jackson             | Episode: "Tales from the Hollywood Hills: Natica Jackson" |
| 1993 | The Simpsons               | Mindy Simmons              | Voice Episode: "The Last Temptation of Homer" |
| 1995 | Picket Fences              | Client                     | Uncredited Episode: "Freezer Burn" |
| 1996 | Muppets Tonight            | Herself                    | Episode: "Michelle Pfeiffer" |
| 2017 | The Wizard of Lies         | Ruth Madoff                | Television film nominalizată — Primetime Emmy Award for Outstanding Supporting Actress in a Limited Series or Movie Pending—Satellite Award for Best Actress – Miniseries or Television Film Pending—Critics' Choice Television Award for Best Supporting Actress in a Movie/Miniseries Pending—Broadcast Film Critics Association Award for Best Supporting Actress in a Movie or Limited Series Pending—Golden Globe Award for Best Supporting Actress – Series, Miniseries or Television Film |